# Bovesia

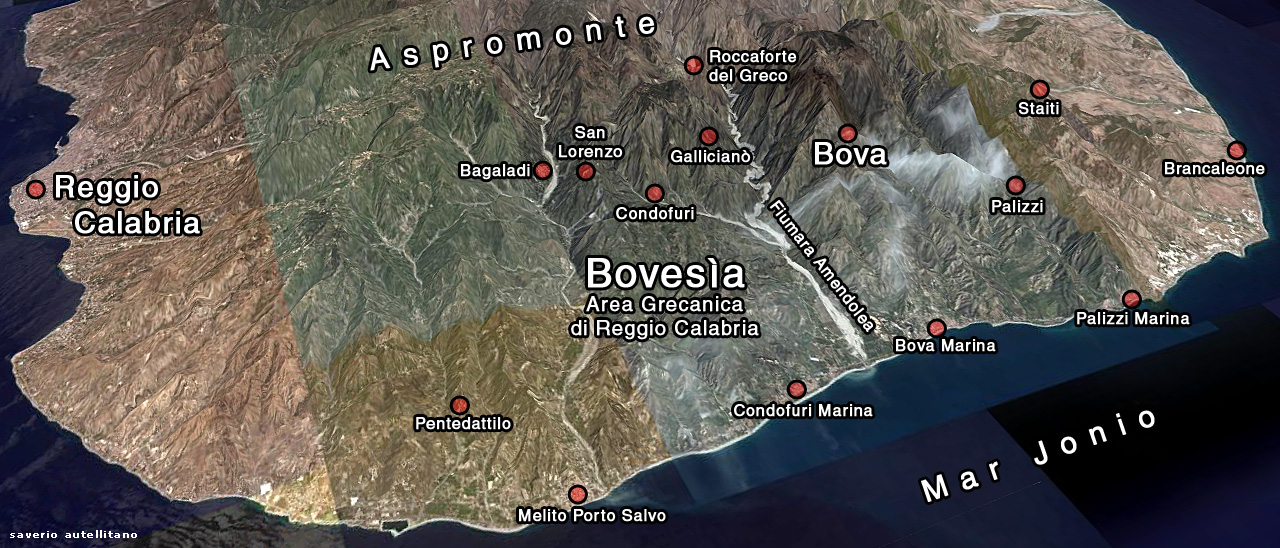
La Bovesìa, area grecofona di Reggio Calabria.

La Bovesìa, nota anche come area grecofona o area grecanica, è un'area geografica della città metropolitana di Reggio Calabria, ellenofona, localizzata attorno ai monti di Bova.

## Storia
La zona è culla secolare della minoranza linguistica ellenofona di Calabria. Il versante Jonico meridionale dell'Aspromonte custodisce, infatti, immutate le tracce della sua antica natura di crocevia sul bacino del Mediterraneo. Assumendo per molti secoli il ruolo di vera e propria isola e roccaforte culturale.
L'abitato, per quanto urbanizzato, si trova in gran parte nei confini del Parco nazionale dell'Aspromonte, è un pacifico e silenzioso ambiente naturale. I centri di Condofuri, Gallicianò, Roccaforte del Greco, Roghudi mantengono le più evidenti tracce della cultura magno-greca.
Il greco di Calabria parlato qui è oggetto di studi e ricerche nonché motivo di scambio culturale e di iniziative a tutela delle minoranze linguistiche storiche. La popolazione residente nel censimento del 1991 era pari a 2 000 abitanti.

## Territorio
L'isola ellenofona si estende oggi principalmente lungo la vallata della grande fiumara dell'Amendolea, in provincia di Reggio. I paesi sorgono a circa 15 km dalla costa, generalmente tutti su monti un tempo di difficile accesso e solcati da burroni, quindi dominati dal versante sud dell'Aspromonte.
La vallata dell'Amendolea comprende Amendolea, Gallicianò, Roghudi, Chorìo di Roghudi, Roccaforte, e in più i nuovi insediamenti migratori di quelli di San Giorgio Extra, Modena, Arangea e Sbarre a Reggio, e quello di Melito Porto Salvo (dove è tornata a rivivere la nuova Roghudi) segnano i confini attuali della grecità calabrese, residuo di ciò che fino a qualche secolo fa costituiva la maggior parte dei paesi dell'attuale provincia reggina.
Il dissesto idro-geologico e la marginalità territoriale, la forte emigrazione, l'incomprensione umana che non ha reso completamente realizzabile l'opera delle amministrazioni ed una natura ostile hanno giocato un ruolo fondamentale nella progressiva sparizione degli ultimi greci di Calabria.
L'area comprende il territorio dei seguenti undici comuni più altri piccoli centri (Condofuri Marina, Gallicianò, Palizzi Marina, Pentedattilo) che fanno parte di questi comuni:
| Provincia                    | Comune                | Superficie (in km²) | Popolazione (Dicembre 2021) |
| ---------------------------- | --------------------- | ------------------- | --------------------------- |
| Calabria                     |                       |                     |                             |
| Provincia di Reggio Calabria | Bagaladi              | 30                  | 947                         |
| Provincia di Reggio Calabria | Bova                  | 46                  | 400                         |
| Provincia di Reggio Calabria | Bova Marina           | 29                  | 4 029                       |
| Provincia di Reggio Calabria | Brancaleone           | 35                  | 4 971                       |
| Provincia di Reggio Calabria | Condofuri             | 58                  | 4 656                       |
| Provincia di Reggio Calabria | Melito di Porto Salvo | 35                  | 10 497                      |
| Provincia di Reggio Calabria | Palizzi               | 52,26               | 2 017                       |
| Provincia di Reggio Calabria | Roccaforte del Greco  | 54                  | 369                         |
| Provincia di Reggio Calabria | Roghudi               | 36                  | 928                         |
| Provincia di Reggio Calabria | San Lorenzo           | 64                  | 2 264                       |
| Provincia di Reggio Calabria | Staiti                | 15                  | 190                         |
| Totale                       | Totale                | 454,26              | 31 268                      |

## Cultura

### Cucina e prodotti dell'area
La cucina tradizionale dell'Aspromonte greco è fondamentalmente una cucina di pastori e contadini, spartana, di montagna, ma non per questo priva di sapore e di gustose sorprese.
Tra i piatti tipici della cucina arcaica grecanica troviamo la lestopitta e la pitta 'rrustuta, le cordelle, i maccaruni, i ricchi'e previti, i tagghiulini, la curcudìa, le ngute.
Accanto alla farina di grano per il pane è in uso anche quella di segale, di ghianda o di castagna e varie altre farine minori; per le paste invece il grano talvolta si mescola all'orzo, alla segale o al granoturco.
Fra le carni gli elementi cardine sono senza dubbio la capra, la pecora e il maiale. L'allevamento e la trasformazione del maiale nella tradizione hanno ancora oggi un'importanza fondamentale nella diffusa consuetudine dell'allevamento domestico, quindi la salumeria locale ne contempla tutti i possibili derivati: salsicce e sopressate, capicolli, carne in salamoia, sanguinaccio. Ancora oggi, il sacrificio dell'utile animale si accompagna con una festa familiare, la frittolata.
Il formaggio più importante nella tradizione locale è il pecorino, in genere di latte misto ovino e caprino; eccellenti sono le ricotte prodotte nella zona, soprattutto tra l'epifania e pasqua.
La Bovesìa, come tutta la provincia di Reggio Calabria si caratterizza anche per il microclima particolarmente dolce, unico al mondo che consente la coltura del bergamotto. Lungo i letti delle fiumare e sulle colline, tra le altre coltivazioni si stagliano i campi profumati di questo meraviglioso agrume, soprannominato l'"Oro Verde", dal quale si estrae l'essenza base naturale della più raffinata produzione profumiera mondiale.

### Turismo
L'Area Grecanica è una di quelle aree europee che non conoscendo lo sviluppo economico ed industriale hanno patito spopolamento ed emigrazione, la mancata disponibilità di alloggi e strutture alberghiere è stata uno dei principali problemi che in passato hanno vanificato il decollo turistico delle zone interne. L'area oggi però può vantare una positiva esperienza di ospitalità diffusa ispirata al modello anglosassone del bed & breakfast.
Il GAL Area Grecanica con un'importante azione di valorizzazione e ripristino dei piccoli centri rurali, seguendo un percorso di formazione per gli operatori, supporta la nascita di Pucambù ("da qualche parte", in greco di Calabria), un'agenzia per lo sviluppo del turismo rurale, interlocutore centrale con il mercato turistico ed ulteriore momento di formazione e di confronto per tutti gli operatori.